# Kerigma
Kerigma (do  grego: κήρυγμα, kérygma) é uma palavra usada no Novo Testamento com o significado de mensagem, pregação, anúncio ou proclamação.

## Definição
No Evangelho de Lucas, Jesus vai a uma sinagoga e após ler um texto do livro de Isaías ele se identificou como o Messias prenunciado pelo profeta, aquele que traria as boas novas, ou o Evangelho.
Em Atos dos Apóstolos, capítulo 2, a partir do versículo 22, Pedro, faz uma declaração de sua fé em Jesus Cristo no dia de Pentecostes, seguindo o modelo do kerygma.
No século IV, o kerygma será publicado formalmente no credo Niceno.